# Крашки рељеф Белопаланачке котлине
Крашки рељеф Белопаланачке котлине чине највеће кречњачке површине у крашким областима Јужне и источне Србије, које се везују за Сврљишке планине, које са севера, и Суву планину, која са југа, омеђују овај простор. Дебљина кретацејских наслага у појединим планинским деловима наведених кречњачких површине прелази 1.500 m. Површински рељеф, који карактерише испресецаност бројним раседним и другим пукотинама, последица је вишеструког убирања, навлачења и разламања, кречњака. 
На развој крашког рељефа утицала је и количина падавина, која је јако мала. Сува планина годишње добија 1.200 mm, а Сврљишке планине 1.000 mm воденог талога. Зато на овом рељефу површинског отицања нема, ни са планинских падина, а веома су ретки и бујични токови који се јављају само повремено. Сурови услови краса утицали су и на обешумљеност; Сврљишке планине су голе и кршевите, а Сува планина је, тек у новије време, са њене североисточне стране пошумљенија, и развој остале вегетације.

## Површински крашки рељеф
Кречњаци на површинском делу крашког рељефа местимично су, тако разједени да кречњачки блокови подсећају на „море камења“.
Кретацејски кречњаци, Белопаланачке котлине су са великим садржајем CaCO3 (увек је већи од 90%), захватају велике, непрекидне површине, а показују се највише као масивни и танкослојни.
На Сврљишким планинама, од крашких површинских облика највише су заступљене шкрапе и шкрапари који се уочавају на свим заравњеним површинама ове планине. Највећу површину заузимају на Рињским планинама, 12 km², као неразмрсиви крш. Шкрапе не прелазе дубину већу 0,5 m, а шкрапасти бунари иду до дубине до 3 m.
На Сувој планини и површи Валожја, вртаче су главна обележја површинског крашког рељефа Белопаланачке котлине, док шкрапе и шкрапари мање заступљени. Прави шкрапари, на Сувој планини, јављају се источно од Шљивовичког виса па до Белаве.
Валоге и вртаче су веома заступљене у површинском крашком рељефу Суве планине. Висока кречњачка површ Валожја представља главно обележје крашког рељефа неразбијеног дела Суве планине. Вртача, које су различитог облика и димензија, има свих типова. Од дубоких бунарастих до плитких, тањирастих.  Најчешће су левкасте, димензија; дубине до 50 m и ширине 150 до 200 m. На дну вртача великих димензија јављају се и алувијални понори, чије се стране најчешће обрушавају (нпр вртаче у Малом и Великом коњском).
Валоге у крашком рељефу Белопаланачке котлине су претежно увле дужине највише до 1 km, и ширине 150 до 200 m. Дно им је са дебелим наслагама делувијалног материјала који одозго прекрива густа планинска трава. У многим валогама јављају се, у њиховим нижим деловима, алувијалне вртаче, које су по свом постанку активни понори.
Псеудокарст је формирана на младом кречњачком материјалу, бигру, и највише је заступљен, највећим наслагама бигра на југоисточном ободу Белопаланачке котлине, у доњем делу простране крашке заравни Клисурске дубраве. Дебљина бигра креће се до 20 m. Прави представници крашког рељефа у бигру су вртаче и каменице. Вртаче су дуге 150 до 200 m, а каменице су пречника 10 до 20 cm, а највеће достижу и до 1 m.
|  |  |  |

## Подземни крашки рељеф
Од подземних крашких облика на ободним планинама Белопаланачке котлине најзаступљеније су јаме, са скоро потпуним одсуством значајних пећина.

### Јаме
На Сувој планини подземни крашких облици су најчешћи на површи Валожја, а на Сврљишким планинама у усамљеним кршевима и на пространим шкрапастим заравнима. На Сврљишким планинама испитано је 8 јама, од којих се највећи број налази на Рињској и Гулијанској површи. Почињу у бунарастим, каменитим вртачама, на дубинама и до 10 m. Како се најчешће завршавају омањим кружним дворанама пречника и до 15 m, по свом облику спадају у јаме звекаре.
Јаме на Рињској површи
На Рињској површи откривено је пет јама:
1. Горњи вртоп – улазни отвор је налик процепу дужине 2,8 m и ширине 1,6 m, а дубина је 38 m.
2. Јама под Кршем – почиње гротлом дужине 1,6 m, ширине 1,2 m, а дубине до 18 m.
3. Латинска дувка – изнад села Клења, једноставна пропаст дубока 12 m.
4. Царева дувка – изнад села Љубатовице, дубока 18 m.
5. Јама Мезилица – између Вртопа и Сулигате је типична звекара дубине 28 m.

Јаме на Гулијанским планинама
У Гулијанским планинама откривене су три јаме:
1. Прва безимена јама, типична звекара, дубоке 28 и 26 m,
2. Друга безимена јама, типична звекара, дубоке 28 и 26 m,
3. Дубока пропаст, дубине 30 m.

Јама у Малом Коњском
Јама у Коњском се налази на дну плитке, скрашћене долинице, на висини од 1.100 m на североисточној страни Голаша. Њен улазни отвор је дужине 2,8 m и ширине 1,6 m. Ова јама је типичан представник највећег броја јама насталих на површи Валожја. Налази се на дну велике левкасте вртаче. Пречника је 280 m и дубине ок 50 m. Благо је нагнута низ падину. Позната је по томе што се у њој најдуже одржавала ујезерена вода после јаких летњих киша, тако да је дубина периодског језера достизала 10 m. 
Јама Леденица под Тремом
Она је највиша јама у кршу источне Србије, и типична је понорска јама, и једина стална леденица. Има изглед зјапеће, проширене пукотине дужине 2,5 m и ширине 1,6 m. Налази се на висини од 1.780 m. Летње температуре на дну леденице нису веће од + 1,2 °C, док се зимске спуштају до - 6 °C. Дебљина леда крајем августа није мања од 5 m. Најдубљи слојеви леда највероватније потичу још из последњег леденог доба.

### Пећине
Познатије пећине су: Врелска пећина, Велика Врановица, потопљени систем Модрог ока (Крупачко врело).
Врелска пећина у Белој Паланци
Ова врелска пећина налази на врху изворишног облука Белопаланчког врела, на висини од 345 m. Настала је механичким и хемијским радом подземног тока врела. Пећина је издубљена у кречњацима Великог курила. Има више сталних, периодичних и повремених речица понорница.
Пећина Велика Врановица
Пећина се налази на десној страни кањонског дела Сићевачке клисуре. Њен отвор је широк 7,2 m а висок 8,3 m. Од улаза пећина се нагло проширује у велику дворану из које полазе два канала. Леви дугачак 40 m, и десни дугачак 22 m. Стране пећине су без накита, а дно прекривено глином и дробинским материјалом.
Потопљени пећински систем Модрог ока
Овај систем, познатији као Крупачко врело, чине језеро Модро око, хоризонтална пећина и вертикална јама. Он представља крашко језеро у вртачастој депресији, образовано у обрушеној пећинској дворани коју природни мост дели на два дела.
Највећа дубина језера од 14 m указује на то да пећина лежи испод корита реке Нишаве. Потопљени пећински систем Модрог ока, са до сада измерених 47 m дубине, лежи не само испод корита Нишаве већ и испод језерских седимената овог дела дна Белопаланачке котлине.
Пећински систем Mодрoг ока формиран је у зони густо изукрштаних раседа који се секу под различитим угловима. Тектонске предиспозиције рељефа су веома дубоке што је утицало на интензивно премештање подземних токова, највероватније пре језерске, неогене фазе у Белопаланачкој котлини.